# Malik Muadh
Malik ʿAli Muʿadh al-Hausawi (arabisch مالك علي معاذ الحوساوي, DMG Mālik ʿAlī Muʿāḏ al-Ḥausāwī, häufig nach englischer Umschrift Malek Ali Maath Al-Hawsawi, Maaz, Mouadh oder Mouath; * 10. August 1981 in Medina) ist ein saudi-arabischer Fußballspieler.
Al-Hausawi begann seine Fußballkarriere bei seinem Heimatverein al-Ansar, wo er ab 2000 zwei Jahre in der ersten saudi-arabischen Liga spielte. Danach kam der Abstieg und zwei Jahre Zweitklassigkeit. Nachdem 2004 der Wiederaufstieg gelungen war, wurde der Spitzenverein Al-Ahli aus Dschidda auf den jungen Stürmer aufmerksam und verpflichtete ihn.
Nach einem Eingewöhnungsjahr kam 2005/06 sein Durchbruch als Stammspieler und erfolgreicher Torschütze. Dies zog auch seine Berufung in die saudi-arabische Fußballnationalmannschaft nach sich. In der Vorbereitung zur Fußball-Weltmeisterschaft 2006 in Deutschland kam er fünfmal zum Zuge und er war als Ergänzungsspieler dabei im Aufgebot Saudi-Arabiens.

## Statistik
Stationen
- al-Ansar Medina (bis 2004)
- Al-Ahli (seit 2004)

Einsätze (Stand 4. Juni 2006)
- 5 Einsätze für die saudi-arabische Nationalmannschaft